# Favonigobius
Favonigobius is een geslacht van straalvinnige vissen uit de familie van grondels (Gobiidae).

## Soorten
- Favonigobius aliciae Herre, 1936)
- Favonigobius exquisitus Whitley, 1950
- Favonigobius gymnauchen (Bleeker, 1860)
- Favonigobius lateralis (Macleay, 1881)
- Favonigobius lentiginosus (Richardson, 1844)
- Favonigobius melanobranchus (Fowler, 1934)
- Favonigobius opalescens (Herre, 1936)
- Favonigobius punctatus (Gill & Miller, 1990)
- Favonigobius reichei (Bleeker, 1854)